# Prezent pod choinkę
Prezent pod choinkę (tytuł oryg. A Christmas Story) – amerykańsko-kanadyjski film fabularny z 1983 roku w reżyserii Boba Clarka, oparty na opowiadaniach i anegdotach pisarza Jeana Shepherda. W 2012 Biblioteka Kongresu Stanów Zjednoczonych umieściła obraz na liście amerykańskiego dziedzictwa filmowego jako produkcję ważną pod względem kulturalnym, historycznym i estetycznym. W Ameryce Północnej Prezent pod choinkę uchodzi za klasyczny film bożonarodzeniowy i jest stale emitowany w telewizji w okresie świąt.

## Obsada
- Peter Billingsley – Ralphie Parker
- Jean Shepherd – dorosły Ralphie (głos)
- Ian Petrella – Randy Parker
- Melinda Dillon – pani Parker
- Darren McGavin – pan Parker
- Scott Schwartz – Flick
- R.D. Robb – Schwartz
- Zack Ward – Scut Farkus
- Tedde Moore – panna Shields
- Yano Anaya – Grover Dill